# Robert Lighthizer
Robert Emmet Lighthizer, född 11 oktober 1947 i Ashtabula i Ohio, är en amerikansk jurist och advokat. Han var USA:s handelsrepresentant i Trumps kabinett mellan 15 maj 2017 och 20 januari 2021. Han har tidigare varit biträdande handelsrepresentant i Reagans kabinett.

## Biografi
Lighthizer avlade kandidatexamen 1969 och juristexamen 1973 vid Georgetown University. Efter studierna arbetade han som advokat. Han har bland annat under en längre tid företrätt den amerikanska stålindustrin. Under 1980-talet tjänstgjorde han som biträdande handelsrepresentant i USA:s 40:e president Ronald Reagans kabinett.
Den 3 januari 2017 meddelade USA:s då tillträdande president Donald Trump att han valt att nominera Lighthizer till USA:s handelsrepresentant i sitt kabinett som tillträder den 20 januari 2017. Den 11 maj 2017 godkändes nomineringen i USA:s senat efter att omröstningen slutat 82–14. Han svors in som handelsrepresentant av vicepresident Mike Pence den 15 maj.
Enligt flera medierapporter var Lightizer en av de mest inflytelserika från Trumps administration av tjänstemän och spelade en huvudroll vid utformningen av administrationens handelspolitik.